# Phlegmariurus sotae
Phlegmariurus sotae är en lummerväxtart som först beskrevs av Rolleri, och fick sitt nu gällande namn av B. Øllg. Phlegmariurus sotae ingår i släktet Phlegmariurus och familjen lummerväxter. Inga underarter finns listade i Catalogue of Life.